# فرن الطابون

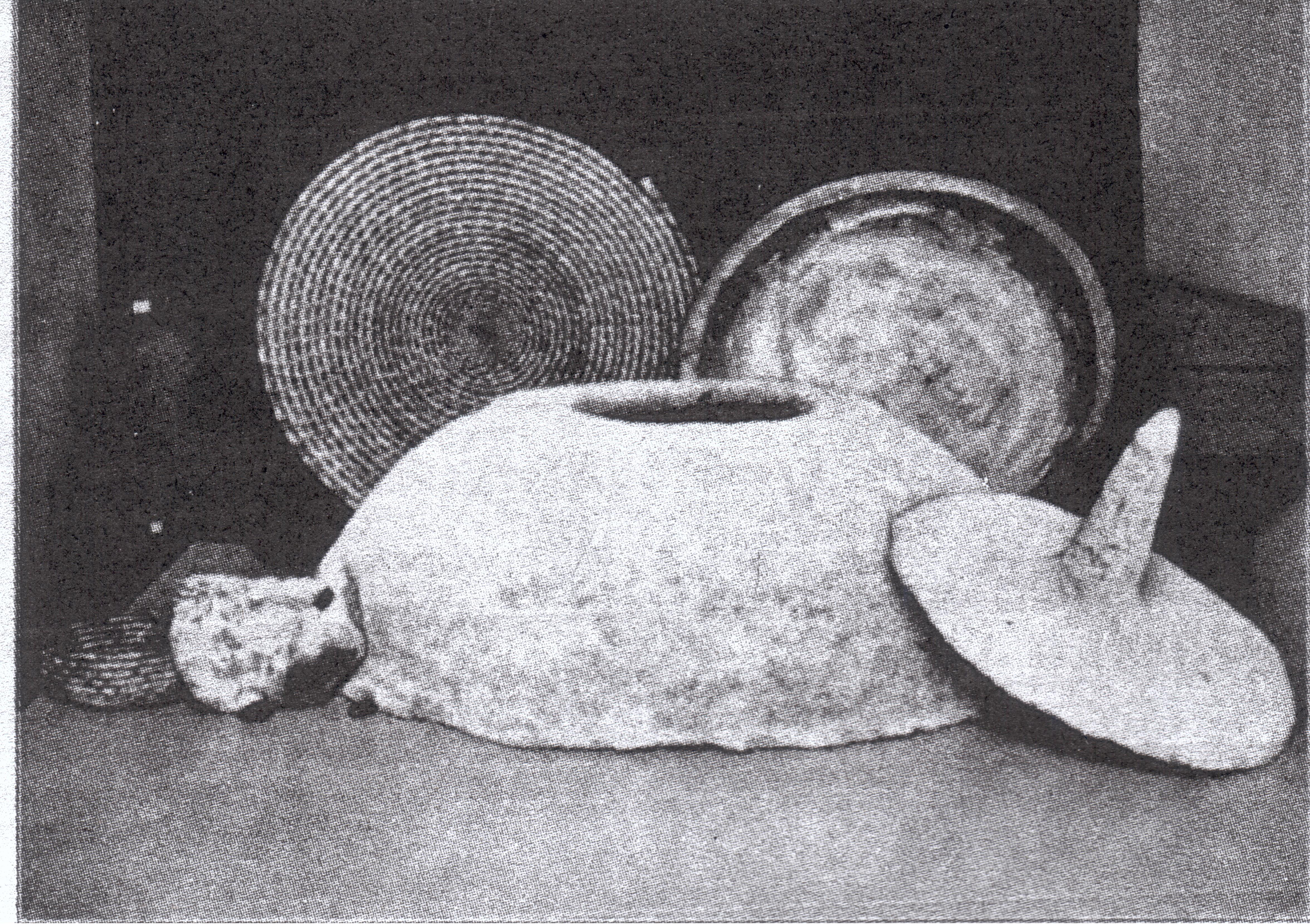
فرن طابون مع غطاء من فلسطين

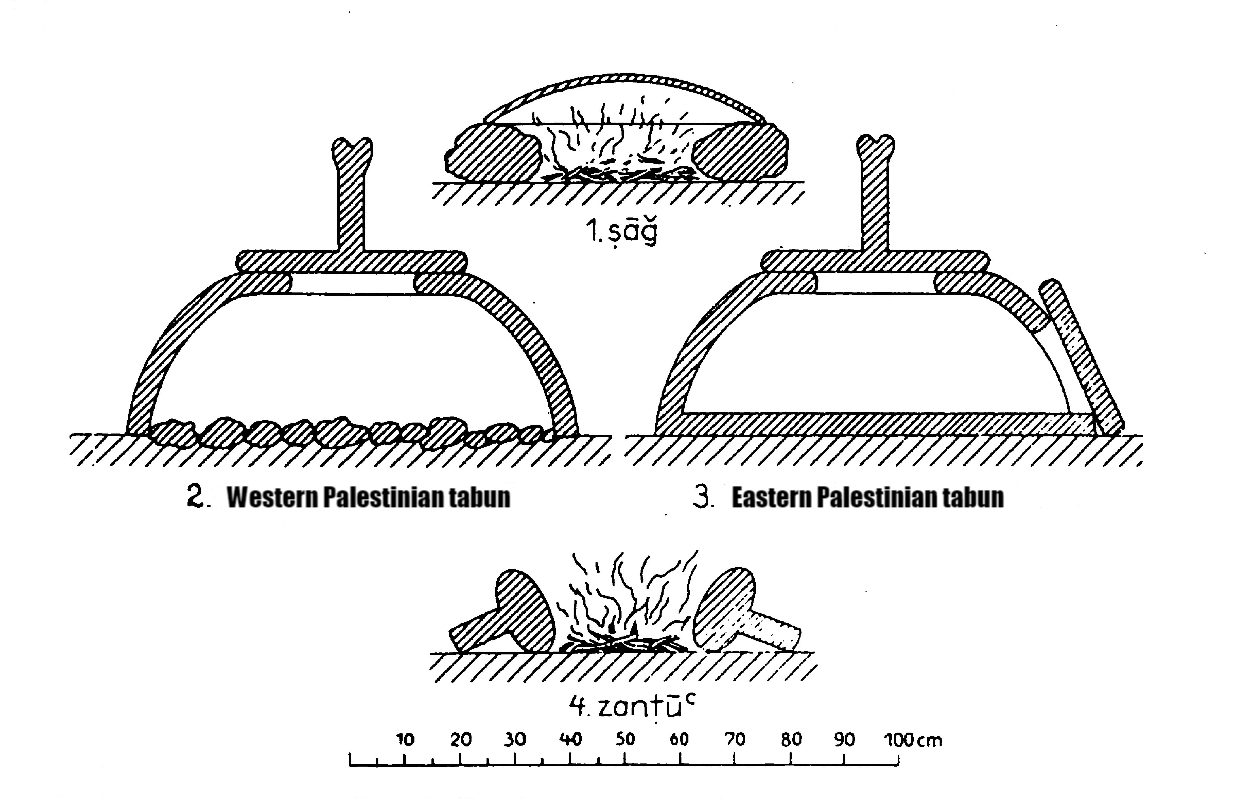
أفران الخبز في فلسطين: رقم 1: هو الساج ورقم 2-3: هو افرن الطيني البدائي.

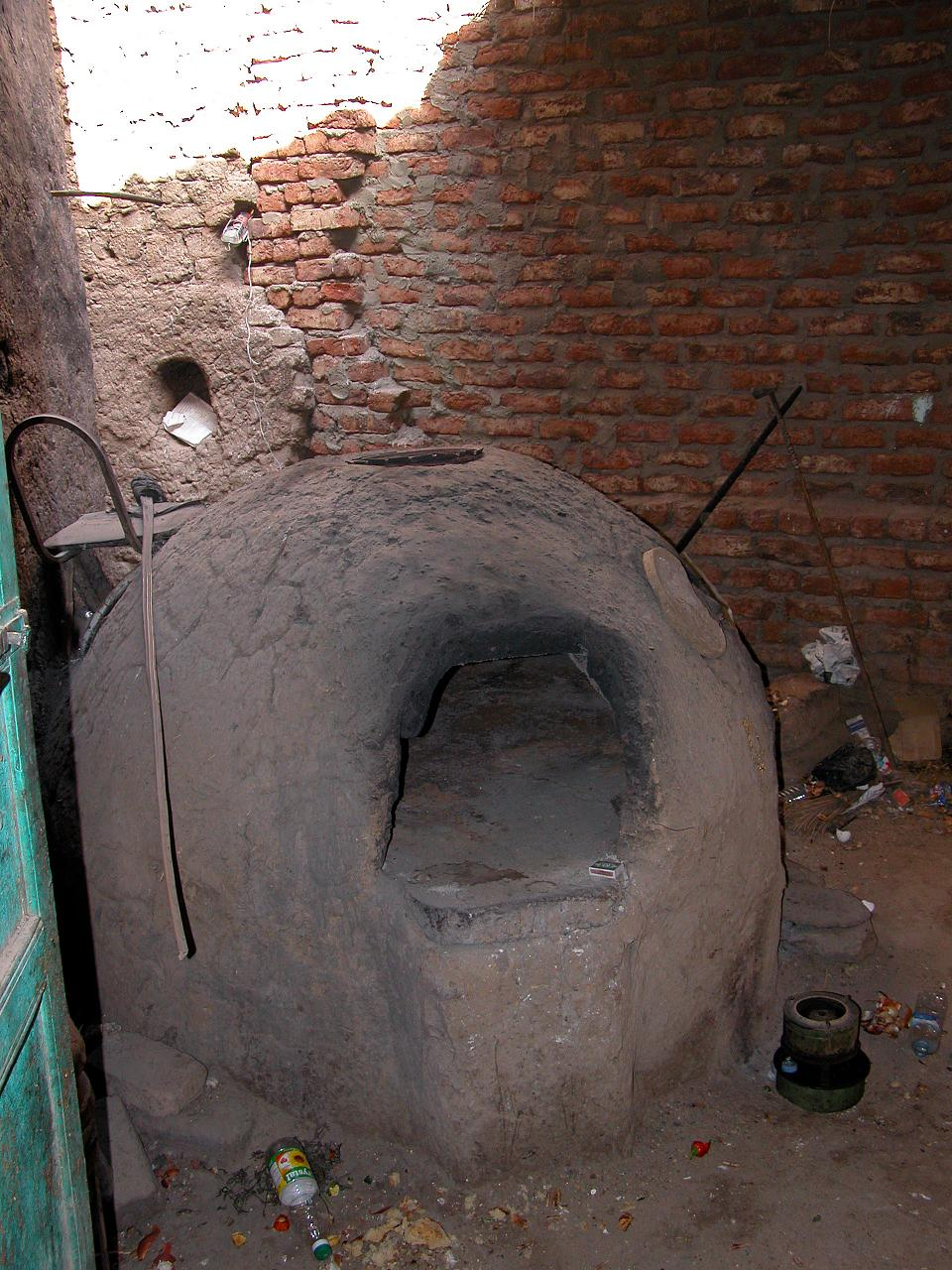
فرن طابون في وادي الملوك بمصر.

فرن الطابون أو أختصار الطابون (بالإنجليزية: Taboon أو Tabun oven) وهو أسم وأبتكار عربي. هو فرن طيني متنقل، على شكل فوهة مخروط مقطوع. كانت تُصنع جميعها بفتحة علوية لأستخدامها كموقد صغير، إلا ان بعضها صنع مع فتحة في الأسفل لإشعال النار. تم بناء أفران الطابون واستخدامها حتى قبل العصوراالتوراتية كفرن للعائلة أو الحي أو القرية، ولا تزال أفران الطابون تُبنى وتُستخدم في أجزاء من الشرق الأوسط اليوم.

## تاريخ
تشير أهمية الخبز بعد آلاف السنين إلى تطور الأفران، وهي هياكل مبنية من الطين لحبس الحرارة الجافة، والتي بدأ تصنيعها حتى قبل أواني الطهي الخزفية في غرب آسيا. يمكن العثور على دليل على وجود أفران مقببة (تسمى تابون أو فيرين) في السجل الأثري من نهاية العصر الحجري الحديث ما قبل الفخار الأوسط بـ (حوالي 7500 قبل الميلاد) كما تم استردادها من مواقع مثل جعفر هويوك (جنوب شرق تركيا)، وأبو هريرة (سوريا)، وتل بقرص (سوريا)، وجارمو (كردستان العراق)، ولشاتالهويوك، من أقدم مستوياتها من حوالي 7100 قبل الميلاد. ظهرت الأفران في بعض مواقع جنوب بلاد الشام على الأقل بحلول الألفية السابعة قبل الميلاد.
نوع لاحق من أفران الخبز الأكثر تخصصًا هو التنور وهو فرن أسطواني طويل ، والذي عُرف لأول مرة من موقع تيبيشيك تشيفليك (Tepecik Çiftlik) في وسط الأناضول والذي يعود تاريخه إلى حوالي 6400 قبل الميلاد. في كلا النوعين من الأفران، يمكن خبز الخبز المسطح عن طريق لصقه على الجدران الطينية. يبدو أن الأفران المقببة كانت جزءًا لا يتجزأ من العديد من المنازل في هذه المواقع. عادةً ما تحتوي المنازل في جاتال هويوك (Çatalhöyük) على فرن طوال معظم عمرها الافتراضي، وهو عنصر مفترض في أنشطة الطهي اليومية. مع انتشار الزراعة من الشرق الأدنى إلى أوروبا، انتشرت الأفران المقببة أيضًا كمكونات نموذجية للعديد من المنازل في مواقع تل العصر الحجري الحديث في اليونان ومقدونيا والبلقان.

## خطأ تعريف الطابون في السجل الأثري
يجب الانتبه إلى الدقة، ففي حال عبر عن الفرن بإنه قبة، فسيكون هذا وصف عام لفرن طيني، لا يتضح فيه هل هو الطابون ذو الشكل الكروي وفتحة جانبية مُباشرة، أم الذي يكون أشبه بالصحن (نصف دائرة) وبه فتحة علوية، أم شكل مُقبب (نصف دائرة) وفيه فتحة جانبية مُباشرة أو مع فتحة صندوقية أشبه ببيت قبة الثلج، أم الشكل الأسطواني العميق وهو التنور. لأن الخلط بين التنور (Tannūr) أو التندور (Tandoor) والطابون (Tabūn) هو أحد أكثر الإشكالات العلمية انتشارًا في الدراسات الغربية عن أفران الشرق الأدنى. وكثيرًا من الباحثين في علم الآثار خصوصًا غير المتخصصين باللغات السامية أو الشرق القديم يفترضون أن كل فرن طيني نصف دائري هو تنور (Tannur) أو طابون (Tabun)، دون التمييز بينهما وهو خطأ جسيم أدى لوقوع اشكالات علمية عديدة. وقد ساهم التلاعب في تشبيه معاني هذه الأسماء في تأييد وقوع الخلط لنسبها إلى حضارة بني اسرائل أو يهوذا.
الطابون فرن طيني كان شائعًا في المناطق الريفية بجنوب بلاد الشام في القرن العشرين الميلادي. تُقدم المصادر اللغوية والأدبية والمعلومات الإثنوغرافية والبقايا الأثرية، رؤىً ثاقبة حول صناعة واستخدام هذا الفرن النسائي. على الرغم من أقدم ذكر له في كتابات الجغرافي الفلسطيني المقدسي في العصور الوسطى، فقد اعتمد علماء الآثار مصطلح الطابون لوصف أي فرن قديم في تقارير التنقيب. وقد أدى ذلك إلى حجب فهمنا للأفران القديمة، وأدى إلى نشر معلومات خاطئة عن الخبز والطهي القديم في الأعمال الشعبية التي تتناول الحياة اليومية في العصور التوراتية.

## الأستخدام
كان فرن الطابون يستخدم تاريخيًا لخبز الخبز المسطح مثل خبز الطابون واللفّة، وكان مستخدمًا على نطاق واسع في الشرق الأوسط الكبير لعدة قرون. وفقًا لتعليق يهودي عربي من القرن الحادي عشر على المشناه مع مراجعة لاحقة أجراها عالم يهودي يمني غير معروف (1105 - 1170 م)، فإن الكلمة العربية طابون تعادل الكلمة العبرية المشنائية (כופח) كوباح،   والذي وفقًا لما ذكره موسى بن ميمون ينتج حرارة أكبر من حرارة النار المشتعلة بين جدارين داعمين أو جدار داعم له شكل نصف أسطواني يحمل قدرًا للطهي (כירה كيراه)، إلا أنها لا تنتج حرارة أكبر من فرن الخبز الفخاري العادي (תנור - تنور) والذي كان عادةً تركيبًا دائمًا (غير مُتنقل) على عكس النار المبنية بين جدارين داعمين يحملان قدرًا للطهي والتي يتعرض لهبها للهواء الطلق، فإن الطابون هو وعاء فخاري كبير مقلوب ويغطي المكان الساخن بالكامل (عادةً ما يكون سريرًا من الحجارة الملساء، تُبنى النار عليه). بعد الموت تتم إزالة الرماد ونشر العجين على الحجارة الملساء. نظرًا لأن الطابون مصنوع من فتحة في أعلى الطابون يمكن إغلاقها بغطاء خزفي، مما يسمح بتغطيته بالكامل بالرماد، فإن العجين الذي يتم فرده على القاع المبطن بالحجر يتم خبزه بسرعة في شكل خبز. عندما يُزال الرماد العلوي وإزالة الغطاء يمكن أيضًا وضع قدر للطهي أعلى فرن الطابون للتدفئة واستخدامه كموقد صغير. في بعض الحالات بالإضافة إلى الفتحة الموجودة في الأعلى يوجد فتحة جانبية ثانية تسمى "عين الفرن"، تستخدم لإشعال النار وإزالة الرماد، وإغلاقها بواسطة باب قابل للفصل. يصف المعلقون الأوائل الكوپاه (kūppaḥ) بأنه كبير بما يكفي لاستيعاب قدر طبخ واحد فقط عند استخدامه كموقد.
تُفرد عجينة الخبز على الأرضية المرصوفة بالحصى داخل فرن الطابون، مع نثر الفحم الساخن والجمر مع تراكم الرماد فوق القشرة الخارجية، إلى جانب روث الماشية المجفف.

### الوقود
يمكن استخدام العديد من أنواع الوقود أو مزيج من أنواع الوقود لتسخين الطابون. مثل روث الحيوانات المجفف (المطّال - جلة البقر)، وفضلات الطيور الجافة، وأغصان الأشجار المقطعة والمجففة أو قصاصات الأشجار، ورقائق الخشب، والفحم، وأوراق الأشجار المجففة، والأقمشة القطنية، وغيرها من المواد هي وقود محتمل.

### إشعال النار
تغطى الفتحة العلوية ونشر طبقة من الوقود (عادةً السماد المجفف) على الجانب الخارجي من الغلاف والغطاء. وبمجرد اشتعال النار يُغطى الوقود بطبقة من الرماد.  سوف يظل الوقود مشتعلًا لعدة ساعات وعادةً طوال الليل. يساعد الدخان أيضًا في طرد الحشرات والبعوض. في هذه العملية يتم تخزين الحرارة في الأساس. تختلف كمية الوقود حسب كمية الخبز المطلوبة.

### الخبز
عندما يتوقف الدخان، يُزال الغطاء وتفرد قطع العجين يدويًا ووضعها مباشرة على الحجر الجيري. في معظم الأفران يمكن خبز ما بين 4-5 أرغفة في نفس الوقت. ثم تُسد الفتحة وإشعال النار باستخدام الجمر الساخن والرماد. وعندما يصبح الخبز جاهزًا يُزال الغطاء وإخراج الخبز. يمكن تكرار العملية أو خبز أطباق أخرى باستخدام صواني معدنية أو فخارية. سيأخذ الجزء السفلي من الخبز شكل الحصى أو المواد الأخرى المستخدمة في بناء أرضية الفرن. تعتبر عملية الخبز هذه فريدة من نوعها واقتصادية وتنتج طعامًا عطريًا ولذيذًا.
في أفران الخبز الثابتة الأكبر حجمًا (التنور) توضع العجينة المسطحة على الجدار الداخلي للفرن، بعد ترطيب الجدار بقطعة قماش مبللة للسماح بالالتصاق. بعد أختباز الخبزة تُزال من الجدار بواسطة اليد او أداة المشبك.

## الوصف والبناء

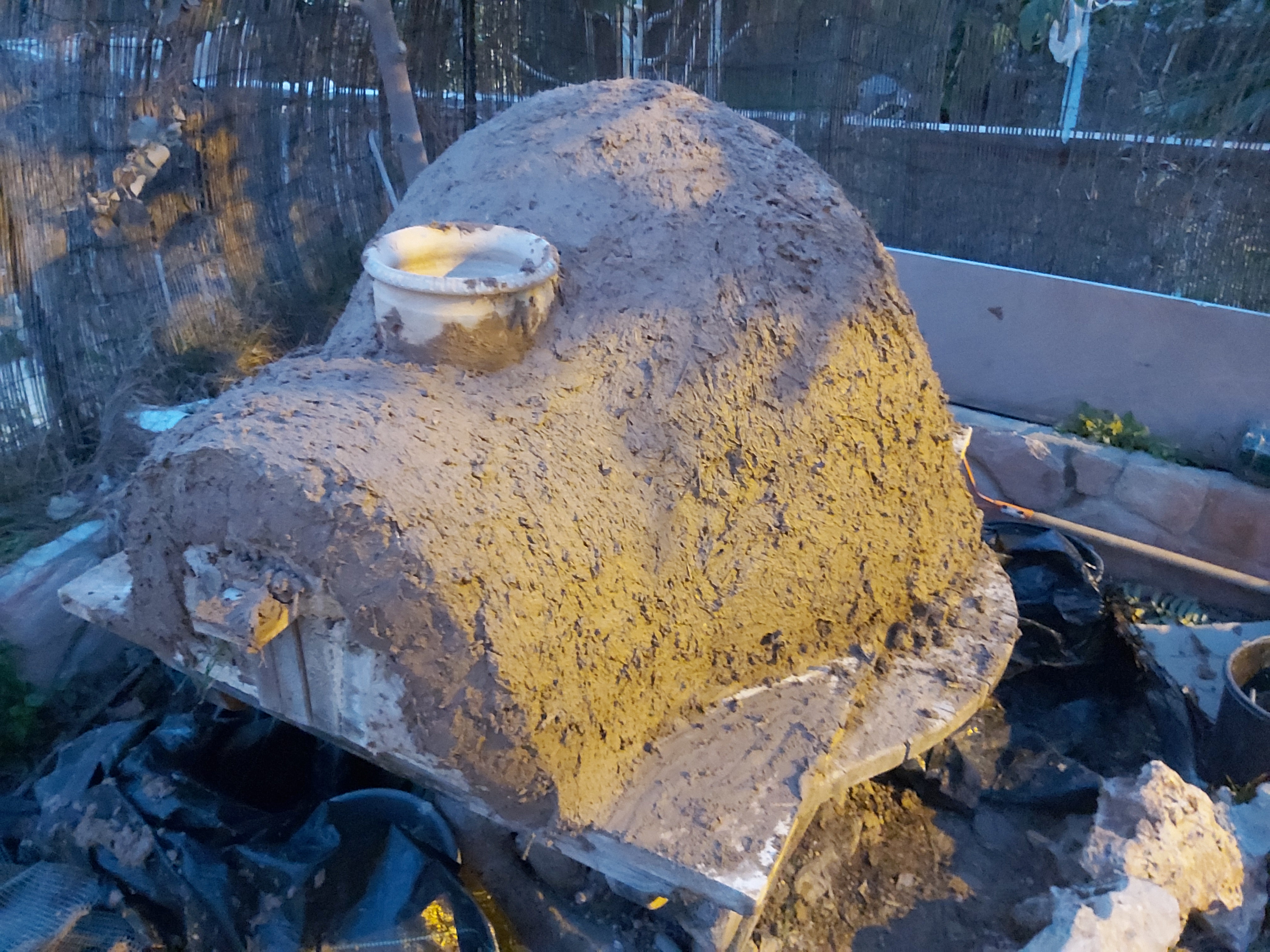
طابون منزلي مصنوع من خليط التربة الطينية والرمل والقش (القش المفروم) أو التبن.

### الهيكل والقشرة
مصنوع من تربة طينية فخارية صفراء. الأفضل ان تكون من العروب (الصلصال). تُرطب التربة وتحويلها إلى طين سميك مخلوط مع بقايا المحاصيل والقش من القمح المحصود. وتشكيل الطين يدويًا لصنع القشرة على شكل قبة. يمكن أن يصل طوله إلى 82 سنتيمتر (32 بوصة) يبلغ قطرها عند قاعدتها حوالي 32 سنتيمتر (13 بوصة) ارتفاع مع سقف مفتوح، يبلغ ارتفاعه حوالي 23 سنتيمتر (9.1 بوصة) في القطر.  يبلغ سمك جدار القشرة حوالي 2.54 سم (1 بوصة) إلى 5 سم (2 بوصة). يتم فخر القشرة في الشمس لمدة أسابيع قبل أستعمالها في إشعال النار داخلها.

### القاعدة والأساس
توضع القشرة الفخارية فوق انطباع في الأرض، عادة على عمق حوالي 4-5 قدم (1.2-1.5م) في القطر، وحوالي ما بين 38-51 سنتيمتر (15-20 بوصة) في العمق. عادة ما يتم ملء هذا الانطباع بالرمل والحصى،  أو بمواد مضغوطة متوفرة محليًا والمعروفة بقدرتها على التعامل مع الحرارة وتخزينها، مثل الزجاج المكسور وملح الصخور وشظايا الفخار المكسورة، والتي يُعمل فوقها دفن أحجار الشاطئ أو أحجار الصوان بعناية.

### الغطاء
مصنوعة من الطين أو قطعة من المعدن كبيرة بما يكفي لتغطية الفتحة العلوية.

### العملية
في منطقة محمية عادة كوخ من الطين أو كهف، يُحفر الأساس في الأرض وملئه وضغطه. تُضع القشرة بحيث يكون الجانب الأوسع لأسفل، في الأعلى. تُنشر طبقة من الحصى الجيرية الناعمة النظيفة التي يبلغ قطرها حوالي 2.54 سم (1 بوصة) فوق الأساس داخل القشرة لتشكيل سطح خبز نظيف.